# Picklbach
Der Picklbach, auch als Pickelbach bekannt, ist ein gut 3,5 Kilometer langer Bach im Gebiet der Marktgemeinde Gratkorn im Bezirk Graz-Umgebung in der Steiermark. Er entspringt in einem südöstlichen Ausläufer des östlichen Grazer Berglandes, durchfließt den östlichen Teil des Gratkorner Becken sowie das Ortsgebiet von Gratkorn und mündet dann von links kommend in die Mur.

## Verlauf
Der Picklbach entsteht in einem Waldgebiet am östlichen Hang der Eggenberges auf etwa 481 m ü. A. westlich der Streusiedlung Forstviertel, etwa 70 Meter südlich der Forststraße und 100 Meter südlich des Hofes Fröhlich.
Der Bach fließt anfangs durch ein Waldgebiet für etwa 150 Meter einem flachen Linksbogen nach Südsüdosten, ehe er auf einen relativ geraden Kurs nach Süden schwenkt. Nach etwa 550 Meter biegt der Bach südöstlich des Hofes Eggenbergweber auf einen Südsüdwestkurs. Nach rund 730 Metern erreicht der Picklbach ein Rückhaltebecken und unterquert unmittelbar danach die Pyhrn Autobahn (A 9). Rund 160 Meter nach der Unterquerung der Autobahn verlässt der Bach den Wald und erreicht das Ortsgebiet von Gratkorn. Von da an durchfließt er meist in Betonhalbschalen nur mehr Wohngebiete. Nach dem Verlassen des Waldes fließt der Bach für etwa 640 Meter nach Südosten, wobei er einige Kurven bildet und dabei die Straße Am Bichl, den Vogelweg sowie die Dr.-Karl-Renner-Straße quert. Etwa 70 Meter südlich des Gemeindeamtes von Gratkorn schwenkt der Bach auf einen Kurs nach Südwesten und fließt dabei zwischen der Dr.-Karl-Renner-Siedlung und dem Friedhof von Gratkorn. Nach weiteren 140 Metern fließt der Bach wieder in südöstliche Richtung, ehe er nach etwa 310 Metern erneut nach Südwesten abbiegt. Auf diesem etwa 220 Meter langen Abschnitt unterquert der Picklbach die Grazer Straße (B 67). Etwas südöstlich der Quergasse bildet der Bach einen flachen Linksbogen, wobei er hier insgesamt nach Süden fließt. Nach rund 170 Metern unterquert er die Grazer Straße und biegt kurz darauf auf einen Südwestkurs, auf dem er bis zu seiner Mündung bleibt. Der Picklbach mündet nach gut 3,5 Kilometer langem Lauf mit einem mittleren Sohlgefälle von rund 30 ‰ etwa 108 Höhenmeter unterhalb seines Ursprungs etwa 80 Meter südlich des Überfuhrweges und der alten Überfuhr, die sich dort befand, in die Mur.
Auf seinem Lauf nimmt der Picklbach keine anderen Wasserläufe auf.

## Hochwasser und Hochwasserschutz

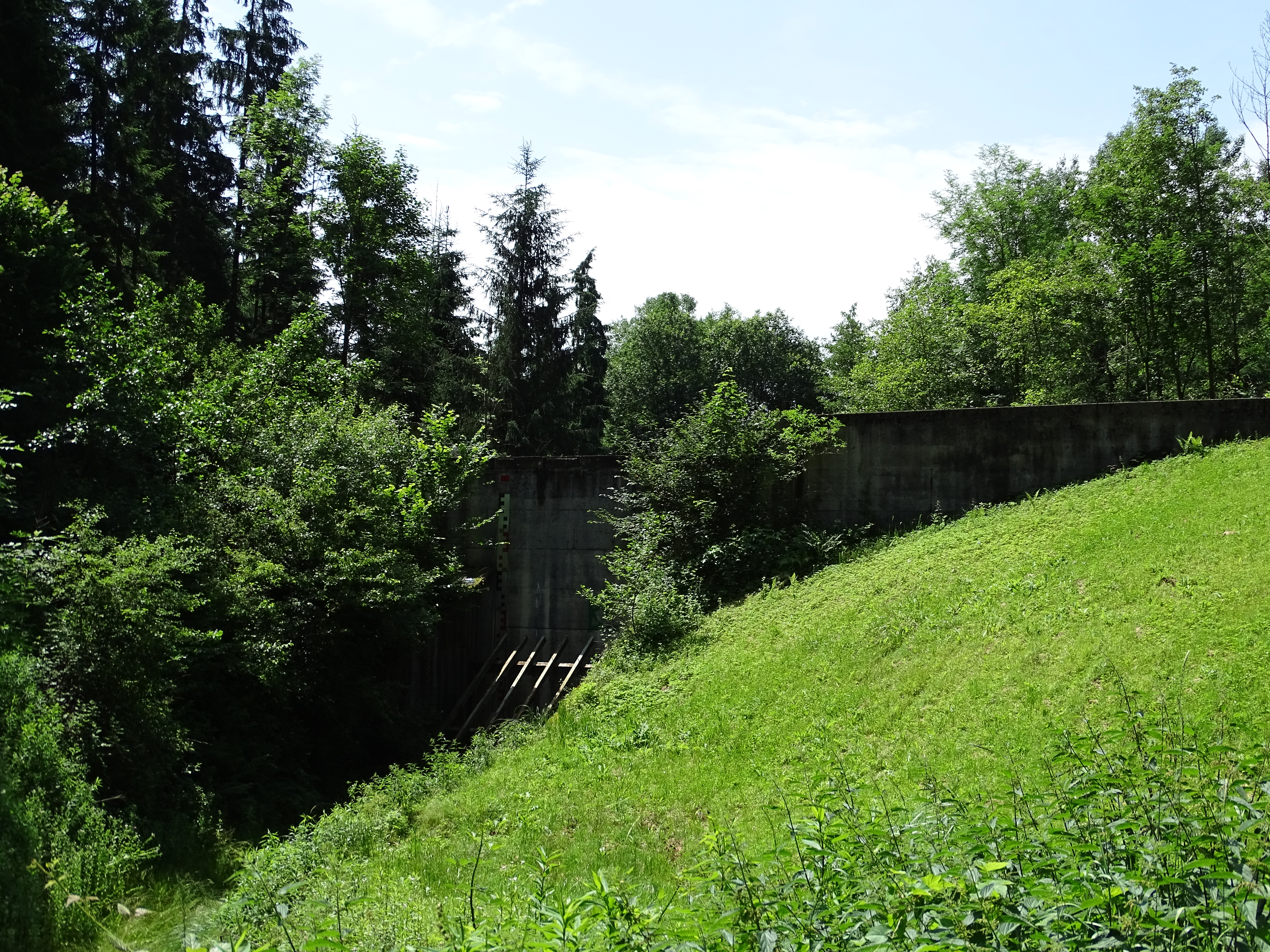
Rückhaltebecken am Picklbach

Da der Picklbach bei starken Regenereignissen immer wieder über die Ufer tritt, wurde direkt nördlich der Pyhrn Autobahn (A 9), bevor der Bach die Autobahn unterquert, ein Rückhaltebecken errichtet, um die Retentionswirkung zu erhöhen.
In der Mur, etwas flussabwärts vor der Mündung des Picklbaches, wird seit 2021 das Wasserkraftwerk Gratkorn errichtet. Im Rahmen der Bauarbeiten soll die verrohrte Einmündung des Picklbaches durch Neuverrohrungen ergänzt und dadurch auch die Förderfähigkeit des Baches dadurch erhöht werden.